# وين زيب
وين زيب (بالإنجليزية: WinZip)‏ هو مؤرشف وضاغط ملفات لنظام مايكروسوفت ويندوز. يستعمل وين زيب صيغة PKZIP لكنه يمتلك عدة مستويات لدعم صيغ ملفات الأرشيف الأخرى.